# Лаґуз

Лаґуз

Лаґуз (англ. Laukaz) — двадцять перша руна германського Старшого (першого) Футарка. Відповідає кириличній літері Л і латиничній L. Назва руни означає «вода» або «цибуля-порій».
Пряме примордіальне значення: потік, вода, море, джерело достатку, відновлювальна сила відродження. Енергія Життя і органічне зростання. Фантазія, уява і психологічні питання. Мрії, таємниці; невідомий, прихований, глибокий, злочинний світ. Успішна подорож чи покупка, але з можливістю втрати.
Протилежне до нього примордіальне значення: період непорядку в житті. Прийняття неправильних рішень, поспішних висновків. Недостача творчого потенціалу і відчуття правильності дій. Турботи, рух по колу, попередження, знесилення. Безумство, нав'язливі ідеї, відчай, злість, хвороба, суїцид.